# Karbelian
Els Karbelian van ser una família de nakharark d'Armènia que s'esmenten a la rebel·lió nacional del 451, quan Vardanes II Mamiconi es va aixecar contra el rei Isdigerdes II. Es coneix un Arten Karbelian entre els dirigents d'aquella revolta, que probablement governava un districte anomenat Karib, no localitzat.